# Exochus radialis
Exochus radialis là một loài tò vò trong họ Ichneumonidae.